# Senyal (literatura)
Senyal (en occità senhal) és un nom fictici que el trobador inseria als seus versos a manera de codi per a referir-se tant a la dama, usualment una dona noble casada, com un altre trobador o personatge. Molt sovint, però no únicament, apareixen en les tornades (darreres estrofes on es tramet la poesia a algú). El senyal era un codi entre ambdós sota l'aparença d'una metàfora o un element natural. Molts trobadors feien servir senyals estandarditzats, com un recurs literari més i d'altres el feien servir com una broma privada a la cort, perquè els receptors sabien que mantenia una relació amb aquella dona, però com que era subtil no podia ser acusat d'adulteri.
Els senhals que es refereixen a una dama no necessàriament han de tenir una aparença o una forma lingüística en femení. El primer senhal que apareix en la poesia trobadoresca és usat per Guilhem de Peitieu per referir-se a una dama, que anomena amb el senhal de Bon Vezi (Bon Veí). De totes maneres, altres senhals són més típicament femenins, com el Flor de Lis que usa Bertran de Born lo Filhs. Bernart de Ventadorn usa els senhals Mos Azimans (Mon Imant) i Bel Vezer (Bella Visió) per referir-se a dues dames. També s'usaven entre trobadors o entre trobadors i els seus mecenes; per exemple, Bernart de Ventadorn anomena Tristany a Raimbaut d'Aurenga.
Tot i que normalment s'assumeix que cada senhal es refereix a una persona diferent (cosa que pot ajudar a identificar alguns autors de poemes transmesos sota diferents noms en diferents cançoners), hi ha també altres possibilitats: Folquet de Marselha i Pons de Capduelh s'anomenaven entre ells Plus Leial (Més Lleial); és, per tant, un senhal mutu entre ells.
El senhal es continua usant en la literatura posttrobadoresca (Ausiàs March, Gilabert de Próixita) i, en realitat, també hi ha equivalents (tot i que no s'anomenen amb el nom de senhal) en literatures anteriors (p. ex. en la poesia llatina clàssica o en la poesia llatina dels poetes de la cort carolíngia).